# 大和站 (神奈川縣)
大和站（日语：／ Yamato eki */?）是位於日本神奈川縣大和市大和南與中央，屬於小田急電鐵和相模鐵道的鐵路車站。
本站為兩間公司的站長所在站，小田急藤澤管區大和管內管理中央林間站至湘南台站；相鐵大和管區管理此站三境。

## 年表
- 1926年（大正15年）5月12日 - 舊神中鐵道大和站開業。
- 1929年（昭和4年）4月1日 - 小田急江之島線西大和站開業。為「直通」班次停靠站。
- 1944年（昭和19年）6月1日 - 因成為相模鐵道轉乘站，江之島線站名改為大和站。同時相鐵車站往相模大塚方向移動200公尺與江之島線車站交會。
- 1945年（昭和20年）6月 - 江之島線廢止直通班次，各站停車延伸至全線，為其停靠站。
- 1946年（昭和21年）10月1日 - 江之島線新增準急班次，為其停靠站。
- 1955年（昭和30年）3月25日 - 江之島線新增通勤急行班次，為其停靠站。
- 1965年（昭和40年）11月 - 成為江之島線急行班次停靠站。
- 1971年（昭和46年）12月24日 - 西口站房完成[1]。
- 1986年（昭和61年） - 因站房連絡通道與車站周邊道路堵塞，站房改建、連續立體化工程動工。相鐵站房因此暫時遷移至東側（開業當時的大和站位置），兩站間設置連絡橋。

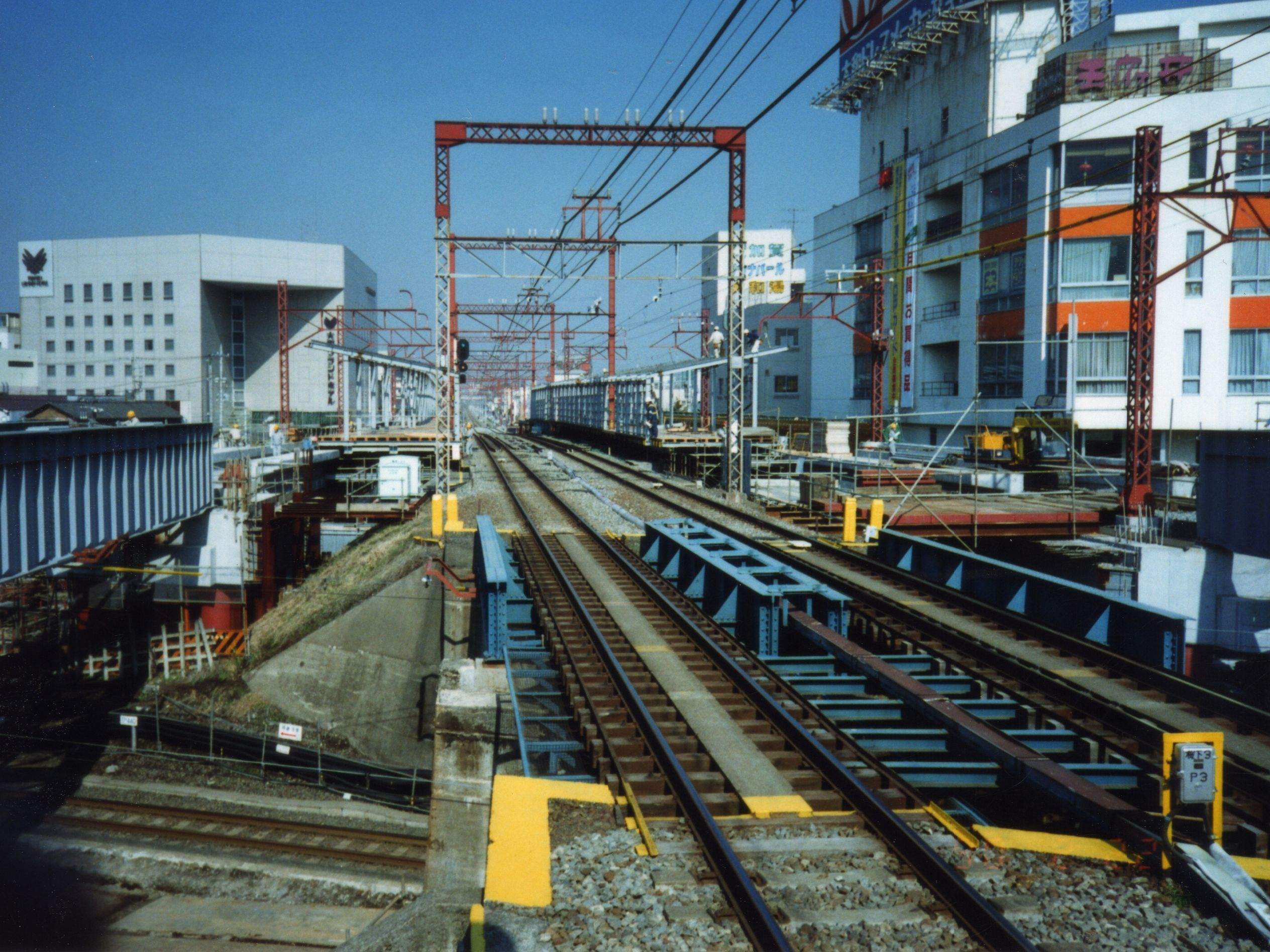
建設中的臨時月台（1988年）

- 1993年（平成5年）8月1日 - 相鐵部分地下化，整備站前廣場。
- 1994年（平成6年）11月1日 - 小田急部分改建為島式2面4線，站房改建、連續立體化完工。
- 1996年（平成8年）3月23日 - 小田急浪漫特快「江之島」開始停靠本站。
- 2002年（平成14年）3月22日 - 小田急新增湘南急行班次，為其停靠站。
- 2004年（平成16年）12月11日 - 湘南急行變更為快速急行。
- 2008年（平成20年）
  - 2月23日 - 小田急列車資訊顯示器改為全彩LCD樣式。
  - 3月15日 - 小田急改點，新增本站始發、終停的班次。夜間開始停放列車。
- 2009年（平成21年）7月 - 相鐵列車資訊顯示器更新。
- 2014年（平成26年）
  - 2月 - 小田急列車資訊顯示器改為新型全彩LED樣式。
  - 4月27日 - 相鐵改點，新增特急班次，為其停靠站。同時為本線（二俣川～海老名）快速班次停靠站。

### 站名由來
車站開業時以當地地名「高座郡大和村」命名。小田急線車站開業時，因相模鐵道車站位於現在東側，因此冠上「西」，為「西大和」站。1944年兩站成為轉乘站後統一為「大和」站。

## 車站構造
本站為站內轉乘。
北側剪票口（相鐵口）由相鐵管理，南側剪票口（小田急口）由小田急管理，乘客可自由使用。兩側皆有相鐵與小田急兩方的售票機。
剪票口內大廳有電梯與電扶梯連結月台層，並有多功能廁所。

### 小田急電鐵
本站為島式月台2面4線配置，是江之島線唯一的高架車站。車站編號OE 05。
原先江之島線開業時，因位於相模鐵道（當時為神中鐵道）大和站西側因而命名為西大和。之後車站位置移動，成為轉乘站。
以前是土堤式2面2線，立體化工程時改為高架。相模大野方向的南林間站在過去是2面4線，在本站完成立體化工程後撤除外側2線，改為2面2線配置。
1996年3月起，本站成為浪漫特快「江之島」、「Homeway」（1999年7月開始運行）停靠站。
2008年3月15日改點後，新增本站始發上行電車與本站終停下行電車。
本站有快速急行、急行緩急接續機制。

#### 月台配置
| 月台 | 路線     | 方向 | 目的地                       | 備註          |
| ---- | -------- | ---- | ---------------------------- | ------------- |
| 1、2 | 江之島線 | 下行 | 藤澤、片瀨江之島方向         |               |
| 3、4 | 江之島線 | 上行 | 相模大野、新宿、千代田線方向 | 部分於1號月台 |

早晨本站始發的各停班次在1號月台發車。
夜間1號月台停放6輛編組列車，4號月台停放10輛編組列車，當本站內進行夜間作業時，本線2、3號月台也會停放列車。此時，本站始發的班次將依照留置車輛停靠的月台修改發車地點。

### 相模鐵道
島式月台1面2線地下站。海老名側有拖上線，作為平日傍晚後各停折返使用。車站編號SO14。
月台全日配置站員。
過去為地面車站，車站入口曾多次變更。另外，東側原先有座平交道，因造成交通堵塞，加上提升東西移動便利性等因素，決定將本站改為地下化。

#### 月台配置
| 月台 | 路線 | 方向 | 目的地                         |
| ---- | ---- | ---- | ------------------------------ |
| 1    | 本線 | 下行 | 海老名方向                     |
| 2    | 本線 | 上行 | 二俁川、橫濱、新橫濱、泉野方向 |

2010年起，月台側壁中央加上月台識別色。1號月台為橘色，2號月台為水藍色。

## 站內商店
- 小田急側
  - ODAKYU SHOP（商店）
- 相鐵側
  - station IST（商店，月台上與剪票口旁兩處）
  - QB House（月台上）
  - 橫濱銀行ATM（剪票口外）
  - 中央勞動金庫（日语：中央労働金庫）ATM（剪票口外）
  - Green Pocket（グリーンぽけっと。相鐵線服務櫃台、剪票口外）
    - 大和市宣傳櫃檯
    - WILLCOM（日语：ウィルコム） PLAZA大和
    - 郵貯銀行ATM
- 共通
  - 京樽（日语：京樽）
  - 崎陽軒（日语：崎陽軒）
  - 羅多倫咖啡

## 使用情況
- 小田急電鐵 - 2016年度1日平均上下車人次為116,691人[使用人數 1]。
小田急全部70個車站當中次於新百合丘站排名第10位。
- 相模鐵道 - 2016年度1日平均上下車人次為112,774人[使用人數 2]。
相鐵中次於橫濱站、海老名站位居第3位。

近年1日平均上下車人次如下表。
| 年度               | 小田急電鐵         | 小田急電鐵 | 相模鐵道           | 相模鐵道 |
| 年度               | 1日平均 上下車人次 | 增長率     | 1日平均 上下車人次 | 增長率   |
| ------------------ | ------------------ | ---------- | ------------------ | -------- |
| 1929年（昭和04年） | 234                |            |                    |          |
| 1930年（昭和05年） | 184                | -21.4%     |                    |          |
| 1935年（昭和10年） | 102                |            |                    |          |
| 1940年（昭和15年） | 284                |            |                    |          |
| 1946年（昭和21年） | 3,597              |            |                    |          |
| 1950年（昭和25年） | 5,464              |            |                    |          |
| 1955年（昭和30年） | 10,589             |            |                    |          |
| 1960年（昭和35年） | 18,508             |            |                    |          |
| 1965年（昭和40年） | 41,372             |            |                    |          |
| 1970年（昭和45年） | 66,417             |            |                    |          |
| 1975年（昭和50年） | 79,732             |            |                    |          |
| 1980年（昭和55年） | 98,071             |            |                    |          |
| 1985年（昭和60年） | 109,496            |            |                    |          |
| 1989年（平成元年） | 116,890            |            |                    |          |
| 1990年（平成02年） | 109,140            | -6.6%      |                    |          |
| 1995年（平成07年） | 111,104            |            |                    |          |
| 1999年（平成11年） |                    |            | 111,243            |          |
| 2000年（平成12年） | 105,975            |            |                    |          |
| 2002年（平成14年） | 103,130            |            |                    |          |
| 2003年（平成15年） | 103,108            | 0.0%       | 103,718            |          |
| 2004年（平成16年） | 101,885            | -1.2%      | 103,713            | 0.0%     |
| 2005年（平成17年） | 102,765            | 0.9%       | 104,302            | 0.6%     |
| 2006年（平成18年） | 104,936            | 2.1%       | 105,991            | 1.6%     |
| 2007年（平成19年） | 110,140            | 5.0%       | 109,502            | 3.3%     |
| 2008年（平成20年） | 111,063            | 0.8%       | 110,134            | 0.6%     |
| 2009年（平成21年） | 110,103            | -0.9%      | 108,971            | -1.1%    |
| 2010年（平成22年） | 111,481            | 1.3%       | 109,762            | 0.7%     |
| 2011年（平成23年） | 111,511            | 0.0%       | 109,043            | -0.7%    |
| 2012年（平成24年） | 113,556            | 1.8%       | 110,369            | 1.2%     |
| 2013年（平成25年） | 115,889            | 2.1%       | 111,797            | 1.3%     |
| 2014年（平成26年） | 114,295            | -1.4%      | 110,129            | -1.5%    |
| 2015年（平成27年） | 116,042            | 1.5%       | 112,126            | 1.8%     |
| 2016年（平成28年） | 116,691            | 0.6%       | 112,774            | 0.6%     |

近年1日平均上車人次變化如下表。
| 年度               | 小田急電鐵 | 相模鐵道 | 來源                |
| ------------------ | ---------- | -------- | ------------------- |
| 1995年（平成07年） | 55,366     | 58,868   | [ 神奈川県統計 1 ]  |
| 1998年（平成10年） | 55,873     | 58,946   | [ 神奈川県統計 2 ]  |
| 1999年（平成11年） | 51,780     | 53,955   | [ 神奈川県統計 3 ]  |
| 2000年（平成12年） | 50,761     | 52,431   | [ 神奈川県統計 3 ]  |
| 2001年（平成13年） | 50,254     | 51,669   | [ 神奈川県統計 4 ]  |
| 2002年（平成14年） | 49,552     | 50,890   | [ 神奈川県統計 5 ]  |
| 2003年（平成15年） | 49,637     | 50,565   | [ 神奈川県統計 6 ]  |
| 2004年（平成16年） | 50,111     | 50,754   | [ 神奈川県統計 7 ]  |
| 2005年（平成17年） | 50,563     | 51,206   | [ 神奈川県統計 8 ]  |
| 2006年（平成18年） | 51,662     | 52,051   | [ 神奈川県統計 9 ]  |
| 2007年（平成19年） | 54,271     | 53,808   | [ 神奈川県統計 10 ] |
| 2008年（平成20年） | 54,987     | 54,170   | [ 神奈川県統計 11 ] |
| 2009年（平成21年） | 54,611     | 53,655   | [ 神奈川県統計 12 ] |
| 2010年（平成22年） | 55,351     | 54,136   | [ 神奈川県統計 13 ] |
| 2011年（平成23年） | 55,362     | 53,761   | [ 神奈川県統計 14 ] |
| 2012年（平成24年） | 56,469     | 54,435   | [ 神奈川県統計 15 ] |
| 2013年（平成25年） | 57,654     | 55,162   | [ 神奈川県統計 16 ] |
| 2014年（平成26年） | 56,911     | 54,552   | [ 神奈川県統計 17 ] |
| 2015年（平成27年） | 57,788     | 55,644   | [ 神奈川県統計 18 ] |

## 東海地震因應措施
在發布東海地震警戒宣言時，相鐵本線僅行駛橫濱站至本站，本站以西（海老名方向）停止行駛。

## 車站周邊
- 國稅廳東京國稅局大和稅務署
- 法務省東京法務局（日语：東京法務局）橫濱地方法務局大和出差所
- 厚生勞動省神奈川勞動局（日语：神奈川労働局）大和公共職業安定所（日语：公共職業安定所）（HelloWork）
- 神奈川縣大和保健福祉事務所（保健所）
- 神奈川縣大和縣稅事務所
  - 神奈川縣環境農政部家畜病性鑑定所
- 神奈川縣警（日语：神奈川県警察）大和警察署（日语：大和警察署 (神奈川県)）
- 大和市立光丘中學校
- 大和市立深見小學校
- 大和市立草柳小學校
- 大和商工會議所
  - 大和市役所大和聯絡所
- 大和市立圖書館本館
- 大和生涯學習中心（市民會館）
- 大和市青少年中心
- 南大和郵局
- 大和中央一郵局
- 橫濱銀行大和分行
- 三菱東京UFJ銀行大和分行
- 八千代銀行（日语：八千代銀行）大和分行
- 瑞穗銀行大和分行
- 三井住友銀行大和分行
- 城南信用金庫（日语：城南信用金庫）大和分店
- 中央勞動金庫（日语：中央労働金庫）大和分店
- 相模農業協同組合（日语：さがみ農業協同組合）大和分店
  - 相模協同開發（不動產交易）大和營業所
- HANA信用組合（日语：ハナ信用組合）大和分店
- 朝日生命保險（日语：朝日生命保険）大和中央營業所
- 明治安田生命保險大和營業所、大和中央營業所
- 太陽生命保險（日语：太陽生命保険）大和分社
- 直布羅陀生命保險（日语：ジブラルタ生命保険）大和支部
- 富國生命保險（日语：富国生命保険）大和營業所
- 第一生命保險大和支部
- 三井生命保險（日语：三井生命保険）大和營業所
- 大和廣播放送（日语：大和ラジオ放送）
- PROSS（プロス） - 車站大樓
- 大和天空大樓（大和スカイビル）
  - 湯淺大和店等
- Odakyu OX大和店
- YorkMart（日语：ヨークマート）大和中央店
- TSUTAYA大和店
- 丸悅（日语：マルエツ）大和中央店
- SOTETSU ROSEN（日语：相鉄ローゼン）大和店
- 野島電器（日语：ノジマ）大和店
- Megane Drug（日语：メガネドラッグ）大和站前店
- Drug Segami（日语：ココカラファインヘルスケア）大和中央店
- Odagiri藥局（オダギリ薬局）本店
- AOKI（日语：AOKIホールディングス）大和南店
- 佛壇長谷川（日语：はせがわ）大和店
- 大和第一飯店
- 東橫INN大和站前
- 日本租車大和站前營業所
- 京洛（キョーラク）大和工場
- GASTAR（日语：ガスター）大和工場
- SECOM大和營業所
- 綜合警備保障（日语：綜合警備保障）大和營業所
- 大和德洲會醫院（日语：徳洲会）
- 大和公園

## 巴士路線

### 大和站（小田急剪票口口側）
相鐵巴士
- [綾1] 往新市鎮南瀨谷
- [綾72] 往綾瀨車庫（日语：相鉄バス綾瀬営業所）

神奈川中央交通（部分為藤澤神奈交巴士）
- [和02] 往銀杏（いちょう）團地
- [和06][間24] 經上和田團地往銀杏團地
- [和03][間16] 往上和田團地

大和市社區巴士
- NOROTTO（のろっと）南部路線 高座澀谷站方向
- YAMATON GO（やまとんGO） 深見地域路線 往市役所

### 大和站西口（相鐵剪票口側）
神奈川中央交通（部分為藤澤神奈交巴士）
- [間10] 經一之關往鶴間站東口
- [間12] 西回、往鶴間站（西口）
- [間13][間16][間17][間24] 東回 經市役所、市立醫院往鶴間站東口
  - 市立醫院診療時間外不經市役所、市立醫院。
- [間17] 往櫻丘站西口

大和站西口與大和站（東口）巴士站實際上可視為同一位置，步道（站前廣場）北側是「大和站西口」，南側是「大和站」巴士站。兩巴士站間步行僅30秒。

## 相鄰車站
小田急電鐵
 江之島線
- □特急Romance Car「江之島」「Homeway」停車站

■快速急行
中央林間（OE 02）－大和（OE 05）－湘南台（OE 09）
■急行
南林間（OE 03）－大和（OE 05）－長後（OE 08）
■各站停車
鶴間（OE 04）－大和（OE 05）－櫻丘（OE 06）
 相模鐵道
 本線
■特急
二俁川（SO10）－大和（SO14）－海老名（SO18）
■急行、■快速、■各停（下行於總站海老名、上行的急行於二俁川、快速於鶴峰起停止各站停車）
瀨谷（SO13）－大和（SO14）－相模大塚（SO15）

## 外部連結
- 大和 - 小田急電鐵
- 大和 - 相模鐵道